# Амаро
Амаро (итал. amaro — горький) — травяной ликёр крепостью от 16 до 50%, один из популярных в Италии дижестивов. Получают путём настаивания алкоголя на различных травах, число которых может исчисляться десятками. В немецкоязычных странах амаро соответствует сладкий краутерликёр или горький биттер.
Наиболее популярные марки амаро (Amaro Averna, Amaro Lucano, Amaro Montenegro, Ramazzotti) были запущены в промышленное производство во второй половине XIX века. Многие производители утверждают, что амаро изготавливаются по старинному рецепту того или иного монастыря.
Амаро, настоянный на миндале или абрикосовых ядрышках, называется амаретто (итал. amaretto «горьковатый»). Наиболее мягкие сорта амаро называются вермутом, самый горький амаро — фернет.